# Музей Балканских войн
Музей Балканских войн (греч. Μουσείο Βαλκανικών Πολέμων) — расположен в малом городе Ефира в периферийной единице Салоники в периферии Центральная Македония, Греция, в 25 километрах от центра Салоник.

## История создания
Музей был основан 26 октября 1999 года. Занимает двухэтажное здание построенное в конце 19-го века при въезде в городок. Это историческое здание известно под именем Вилла Топсина и здесь, после переговоров между греческой армией (под командованием кронного принца Константина) и командованием османских сил в Центральной Македонии, столица османской Македонии, город Фессалоники был сдан греческой армии в октябре 1912 года.
Вся мебель в музее является подлинной. Комната, в которой ночевал наследный принц Константин, содержит мебель, которую он в самом деле использовал Экспонаты включают в себя фотографии и литографии войн 1912-13 годов. Особого внимания заслуживают 4 картины Кеннана Мессаре, сына турецкого командующего Hasan Tahsin Pasha, который сдал город греческой армии. Сын турецкого командующего стал греческим художником и сопровождал впоследствии Константина в Кампании в Эпире и в военных действиях против Болгарии. На картинах изображены сцены греческих побед над болгарами под Килкисом
Музей располагает наборами военных наград греческой, турецкой и болгарской армий; коллекцией медалей, наиболее важной из которых является крайне редкая болгарская медаль изображающая глав четырёх Балканских государств, символизирующая кратковременный альянс против Османской империи. Среди экспонатов много ежедневных предметов бывших в пользовании офицерами и солдатами; открытки отправленные отсюда греческим премьер-министром Венизелосом и греческие и болгарские мундиры, самым значительным из которых является мундир который носил подполковник Иоаннис Папакириазис (Ιωάννης Παπακυριαζής, 1857—1913), отличившийся и погибший в победной битве при Лаханасе греческой армии против болгар.
Музей также располагает большими коллекциями греческого, болгарского и турецкого оружия, включая греческие и болгарские винтовки Mannlicher, турецкие Mauser, греческие пистолеты Mannlicher и турецкие пистолеты Mauser и Smith & Wesson, греческие пулемёты Шварцлозе и весь спектр холодного оружия бывший на вооружении греческой и болгарской армий.

## Галерея

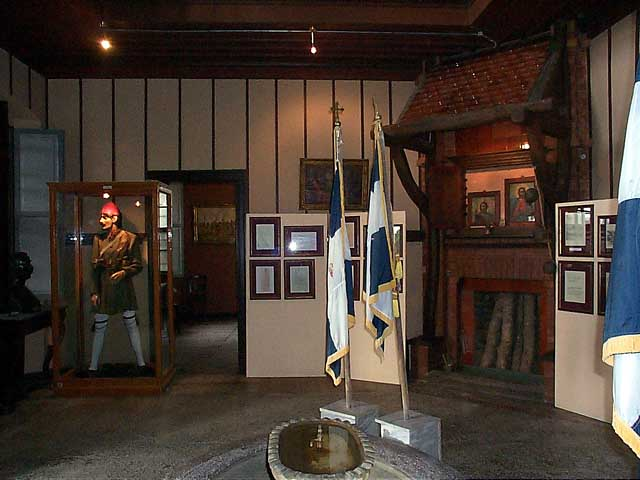
Центральный зал
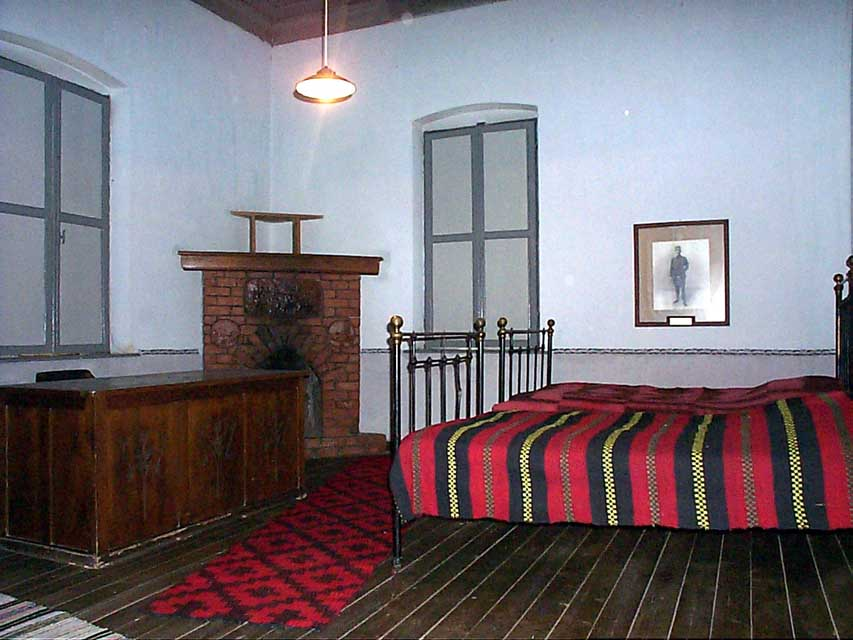
Комната наследного принца Константина
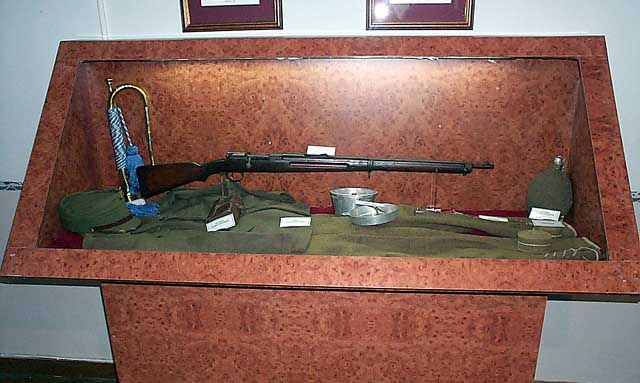
Мундир Иоанниса Папакириазиса (Ιωάννης Παπακυριαζής, 1857—1913)
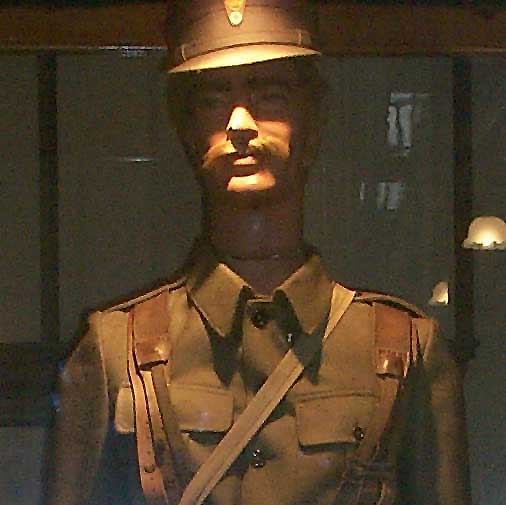
Греческая униформа